# Palais de las Marismillas
Le palais de las Marismillas (en espagnol Palacio de las Marismillas) est situé dans la propriété du même nom à l'extrémité sud du parc national de Doñana, dans la commune d'Almonte, près du Guadalquivir et à quelques kilomètres de Sanlúcar de Barrameda. Le palais fait partie du Patrimoine National depuis le début des années 1990 et est utilisé à des fin protocolaires depuis 1992.

## Histoire

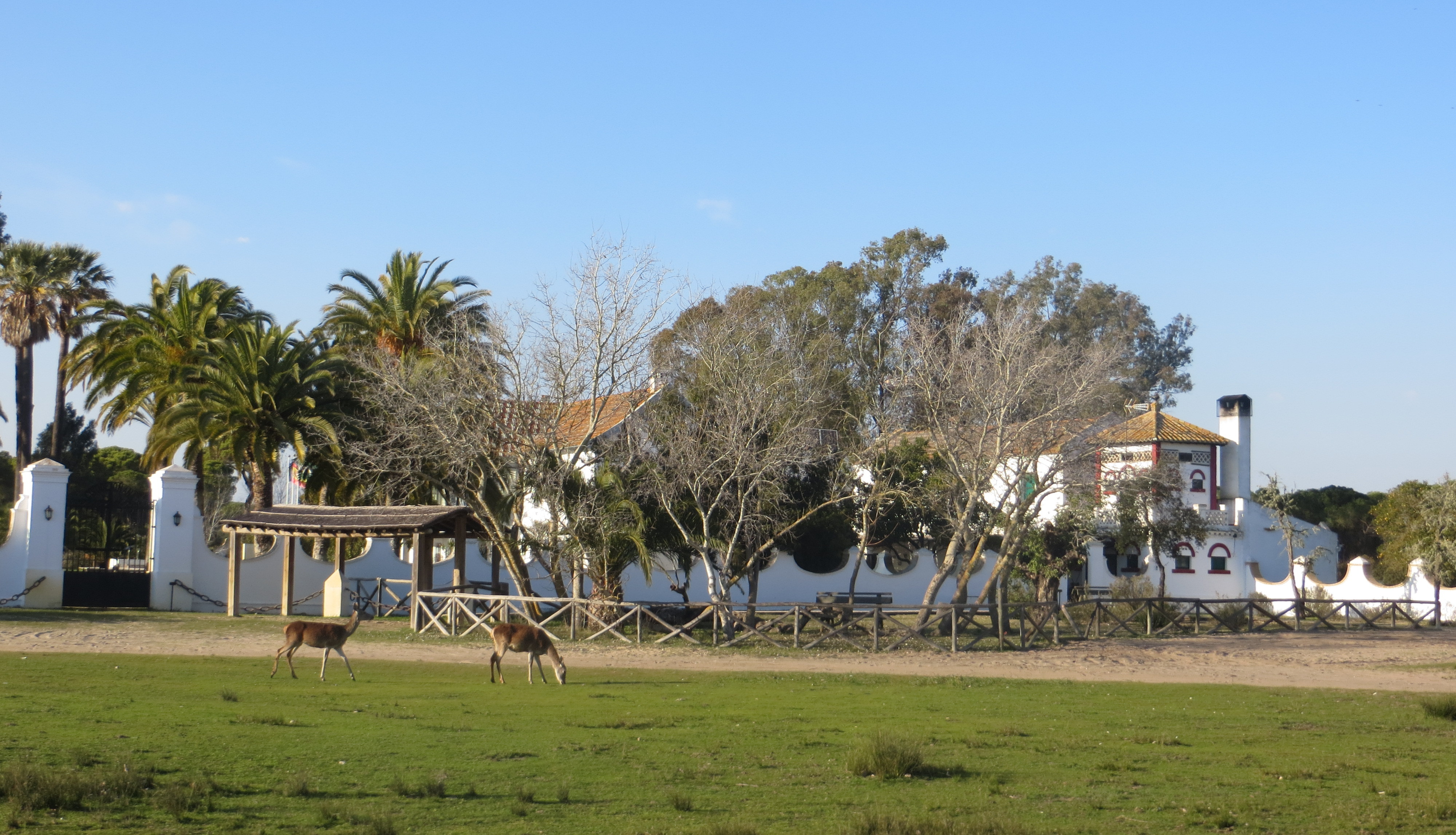
Vue extérieure du palais.

Le domaine de Doñana est devenu la propriété du duc de Tarifa quand il a épousé María de los Ángeles  Medina Garvey. De 1912 à 1933, le duc, ingénieur des Monts, utilisa le terrain comme terre agricole et terrain de chasse, ordonnant la plantation d'un grand nombre d'arbres et achevant la construction du bâtiment en style colonial anglais dont la construction avait été lancée par le précédent propriétaire, Guillermo Garvey Capdepón.
Le palais de las Marismillas a été utilisé par les présidents du gouvernement espagnol, José María Aznar, José Luis Rodríguez Zapatero, Mariano Rajoy et Pedro Sánchez comme résidence de vacances. Il a servi également de résidence temporaire d'invités politiques étrangers comme Tony Blair, Helmut Kohl et le roi des Belges Baudouin avec son épouse Fabiola et d'autres personnalités politiques et des représentants des maisons royales européennes.

### Sources et bibliographie
- (es)/(ca) Cet article est partiellement ou en totalité issu des articles intitulés en espagnol « Palacio de Las Marismillas » (voir la liste des auteurs) et en catalan « Palau de Las Marismillas » (voir la liste des auteurs).
- (es) Manuel J. Albert, « Entrevista de José María Pérez Ayala, trabajador de Doñana : Han estado todos los presidentes », El País,‎ 26 mars 2006 (ISSN 1697-9397, lire en ligne, consulté le 5 mars 2014)
- (es) Lorena Martín, « Las Marismillas, paraíso de presidentes », ABC de Sevilla,‎ 5 août 2007 (lire en ligne, consulté le 5 mars 2014)